# Ramne
Ramne (maced. Рамне) – wieś w południowo-zachodniej Macedonii Północnej, w gminie Ochryda.